# Macedon Pop
Macedon Pop (Oláhszentgyörgy, Naszód vidék, 1809. – Szamosújvár, 1875. július 29.) görögkatolikus nagyprépost. 

## Élete
A gimnáziumot Besztercén, a teológiát Balázsfalván végezte. 1834-ben pappá szentelték. Előbb tanár, azután segédlelkész és hittanár a naszódi elemi és katonaiskolában, végül naszódi lelkész és az ottani vikariátus adminisztrátora, majd 1847-től 1857-ig püspöki helyettes volt. IX. Piusz pápa 1857. december 11-én az újonnan alapított szamosújvári egyházmegye kanonokjává és nagypréposttá nevezte ki. 1863-65-ben és 1868-72-ben káptalani helynök volt. Működése leginkább a volt határőrvidéki II. román ezred iskoláinak rendezésére terjeszkedett; az alapokat rendezte.

## Művei
- Catechismul mic.
- Catechism mare.
- Activitatea vicarilor Nasaudului, dela finea seccl. XVIII. pana la 1859. (A naszódi helynökök tevékenysége a XVIII. sz. végétől 1859-ig)
- Galeria icoanelor. (Szent képek galériája).